# Hempstead (Texas)
Hempstead é uma cidade localizada no estado norte-americano de Texas, no Condado de Waller.

## Demografia
Segundo o censo norte-americano de 2000, a sua população era de 4691 habitantes.
Em 2006, foi estimada uma população de 6837, um aumento de 2146 (45.7%).

## Geografia
De acordo com o United States Census Bureau tem uma área de
13,0 km², dos quais 12,9 km² cobertos por terra e 0,1 km² cobertos por água. Hempstead localiza-se a aproximadamente 52 m acima do nível do mar.

## Localidades na vizinhança
O diagrama seguinte representa as localidades num raio de 32 km ao redor de Hempstead.